# Sociedade Esportiva Ypiranga Futebol Clube
Pour les articles homonymes, voir Ypiranga.
Maillots
La Sociedade Esportiva Ypiranga Futebol Clube est un club brésilien de football basé à Santa Cruz do Capibaribe dans l'État du Pernambouc.

## Palmarès
- Championnat du Pernambouc D2 :
  - Vainqueur : 2004